# マリナ・ハンズ
マリナ・ハンズ（Marina Hands、1977年1月10日 - ）は、フランスの女優。パリ出身。

## 略歴
父親はイギリス人の舞台監督テリー・ハンズ、母親はフランス人の女優リュドミラ・ミカエル。母方の祖父は画家ピエール・ドミトリエンコ（fr、ウクライナ人の父、ポントス人の母を持つ）である。
ロンドン音楽演劇アカデミーで学んだ後、パリのフランス国立高等演劇学校（コンセルヴァトワール）で演技を学ぶ。
1998年の舞台 Le Bel Air de Londres の演技で1999年の第13回モリエール賞の新人女優賞にノミネートされた。2000年には『フィデリテ』で映画デビューし、小説『チャタレイ夫人の恋人』を映画化した2006年公開の『レディ・チャタレー』でセザール賞の最優秀主演女優賞を受賞した。

## 主な出演作品
| 公開年 | 邦題 原題                                         | 役名                     | 備考                      |
| ------ | ------------------------------------------------- | ------------------------ | ------------------------- |
| 2000   | フィデリテ La Fidelite                            | ジュリア                 |                           |
| 2003   | みなさん、さようなら Les Invasions barbares       | ガエル                   |                           |
| 2006   | 唇を閉ざせ Ne le dis à personne                   | アン・ベック             |                           |
| 2006   | レディ・チャタレー Lady Chatterley                | コンスタンス・チャタレー | セザール賞主演女優賞 受賞 |
| 2006   | 潜水服は蝶の夢を見る Le Scaphandre et le papillon | ジョゼフィーヌ           |                           |
| 2009   | コード Le Code a changé                           | ジュリエット             |                           |
| 2009   | 隠された日記 母たち、娘たち Mères et filles       | オドレイ                 |                           |
| 2013   | 世界にひとつの金メダル Jappeloup                  | ナディア                 |                           |

## 主な受賞・ノミネート
| 映画               | 映画                  | 映画       |
| セザール賞         | セザール賞            | セザール賞 |
| 主演女優賞         | 主演女優賞            | 主演女優賞 |
| ------------------ | --------------------- | ---------- |
| 第32回（2006年度） | レディ・チャタレー    | 受賞       |
| 有望若手女優賞     |                       |            |
| 第31回（2005年度） | Les Âmes grises       | ノミネート |
| 第32回（2006年度） | レディ・チャタレー    | ノミネート |
| リュミエール賞     |                       |            |
| 女優賞             |                       |            |
| 第12回（2006年度） | レディ・チャタレー    | 受賞       |
| 舞台               |                       |            |
| モリエール賞       |                       |            |
| 主演女優賞         |                       |            |
| 第22回（2008年）   | 真昼に分かつ          | ノミネート |
| 助演女優賞         |                       |            |
| 第17回（2003年）   | Phèdre                | ノミネート |
| 新人女優賞         |                       |            |
| 第13回（1999年）   | Le Bel Air de Londres | ノミネート |
| 第17回（2003年）   | Phèdre                | ノミネート |

## 参照
1. ↑  日本では劇場未公開。第8回フランス映画祭横浜2000で上映。ビデオ題『女写真家ソフィー』
2. ↑  フランス映画祭2009で上映